# 欧洲军队
欧洲军队或欧盟军队（英文：European Army）是指欧盟设想中的一支联合军队，它将取代现有的共同安全与防务政策，并超越拟议中的欧洲防务联盟。目前，欧盟尚未建立这样的军队，国防事务仍然由各成员国自行负责。
2025年2月15日，乌克兰总统泽连斯基在第61届慕尼黑安全会议发表演讲，呼吁建立“欧洲军队”，拥有“自己的武装力量”以免受俄罗斯侵害。泽连斯基警告说，“川普不喜欢软弱的朋友，他尊重实力”。

## 背景
欧洲军队的构想最早可追溯至20世纪50年代，由法国提出，计划由“核心六国”（比利时、法国、意大利、卢森堡、荷兰和西德）组成。其目标是在二战后加强防御，同时避免德国直接重新武装，以应对苏联威胁。1952年，欧洲防务共同体条约签署，但最终未能获得所有缔约国的批准。 
然而，在冷战期间，西欧依赖北约进行防御，这在一定程度上阻碍了欧洲防务合作的发展。冷战结束后，国防重点迅速转向北约东扩，将前苏联集团国家纳入其体系。“9·11”袭击以及北约在欧洲以外地区的军事行动，使欧洲军队的概念再次受到关注。在欧洲安全多元化的趋势下，北约主要负责“硬”安全威胁（如军事防御），而欧盟则在“软”安全（如维和、危机管理）中发挥更大作用，尤其是在西巴尔干地区的维和任务。2009年《里斯本条约》进一步推动了欧盟防务一体化，为更紧密的欧洲防务合作奠定了基础。这促使人们对欧洲防务联盟的支持上升，其合作深度将超越现有的共同安全与防务政策。 
2019年，德国和荷兰联合组建了第414坦克营，这是首个由两个欧盟国家士兵共同组成的坦克营。该营的建立源于德国兵力不足，而荷兰缺乏坦克部队的现实需求。此举被视为向欧洲军队迈出的重要一步。然而，类似的跨国部队并非总是顺利运作。例如，驻扎在阿尔萨斯的德法混合旅就因语言和文化差异而面临诸多挑战。此外，德国自二战以来对军事干预始终保持谨慎态度，这在一定程度上影响了跨国军事合作的进展。 
根据现行安排，欧盟不存在军队，防务由成员国自行负责。 

## 特征
“欧洲军队”一词含义模糊，其具体定义尚不明朗。然而，推动更深层次的防务一体化可以提高成员国的安全效率，并降低国防成本。 

## 支持与反对

### 支持
法国总统埃马纽埃尔·马克龙和前德国总理安格拉·默克尔都表示支持建立欧洲联合军队。在美国退出《中程核力量条约》以及美国总统唐纳德·特朗普对大西洋主义持怀疑态度后，马克龙于2018年认可了这一想法。 其他表示支持的欧洲政界人士包括前法国总理阿兰·朱佩（1996年）、 前意大利总理西尔维奥·贝卢斯科尼、前欧盟委员会主席让-克洛德·容克、前捷克总理米洛什·泽曼和博胡斯拉夫·索博特卡，以及匈牙利总理维克托·欧尔班。建立欧洲军队是欧洲人民党的官方纲领之一。 
荷兰前副首相卡伊莎·奥隆格伦表示支持这一构想，而前国防部长安克·拜勒维尔德（Ank Bijleveld）则持反对态度。此外，欧盟内部的欧洲怀疑主义政客，如里夏尔德·雷古茨科（Ryszard Legutko），也对该提议表示反对。北约被认为是建立欧洲军队的“最大障碍”。 
2019年的一项调查发现，37%的荷兰公民“赞成组建欧洲军队的想法”，而30%的人反对组建由所有欧盟成员国组成的军队。 
2021年，随着北约部队从阿富汗撤军，阿富汗战争宣告结束，塔利班重新掌权。意大利总统塞尔焦·马塔雷拉随后强调了建立欧洲军队的必要性。意大利前总理西尔维奥·贝卢斯科尼也表示支持组建欧洲军队，以更好地保护欧洲边境。此外，已故原欧盟军事委员会主席、意大利陆军上将克劳迪奥·格拉齐亚诺（Claudio Graziano）曾呼吁尽快推动欧洲军队的成立。 
在2021年欧盟国情咨文演讲中，乌尔苏拉·冯德莱恩强调：“我们需要欧洲防务联盟。” 她指出，欧盟在安全方面有独特作用，某些任务北约或联合国不会参与，但欧洲必须行动。她提到，关于远征军的讨论持续已久，关键在于为何过去未能奏效，并宣布召开“欧洲防务峰会”。
2021年9月17日，意大利总理马里奥·德拉吉在雅典举行的欧洲-地中海峰会结束时谈到了欧洲军队，并迫切要求建立欧洲军队。 
澳大利亚、英国和美国宣布建立AUKUS “三边安全伙伴关系”，以“维持印度-太平洋地区的和平与稳定”，这被视为限制中国崛起为全球军事强国的尝试。然而，这导致欧洲，尤其是法国，产生了一些不信任，从而加速了欧洲军队的组建进程。  
2021年9月28日，希腊和法国签署了价值数十亿欧元的军事协议。希腊总理基里亚科斯·米佐塔基斯称欧洲军队的想法是“一个成熟的提议”，并表示该协议可能是迈向欧洲军队的第一步。 
泛欧洲联盟积极支持建立欧洲军队。 
2024年11月5日，在唐纳德·特朗普赢得2024年美国总统大选之际，卢森堡总理吕克·弗里登呼吁组建欧洲军队，并表示“俄罗斯对乌克兰不可接受的入侵是一个警钟。” 
2025年2月15日，乌克兰总统泽连斯基在第61届慕尼黑安全会议发表演讲，呼吁建立“欧洲军队”，以对抗俄罗斯，应对美国支持可能动摇的局面。此前一天，美国副总统JD Vance发表讲话，呼吁欧洲在自身防务方面“大力加强”。 

### 反对
北约官员表示，北约并不支持欧洲发展独立的防御能力，主要有两个原因：一是避免防务资源的重复建设，二是因为美国的国防补贴使得欧洲国家减少了军费开支，从而引发了道德风险。此外，美国驻北约大使也反对欧洲采取任何保护主义措施来发展国防工业。北约秘书长斯托尔滕贝格则强调，没有北约，欧盟无法单独保卫自己，因此不应尝试组建“欧洲军队”。
在北约驻意大利70周年之际，意大利总统塞尔焦·马塔雷拉表示将在北约联盟框架内加强欧洲防务。 

### 2022年YouGov民意调查结果
2022年4月，YouGov在欧盟成员国和英国进行了一项调查，询问民众是否支持建立一支一体化的欧洲军队。调查结果如下所示。 
| 国家     | 支持 | 反对 | 不知道 | 差异 | 2021年以来的变化 |
| -------- | ---- | ---- | ------ | ---- | ---------------- |
| 波蘭     | 57   | 21   | 22     | +36  | ▲3%              |
| 羅馬尼亞 | 51   | 23   | 26     | +28  | ▼4%              |
| 匈牙利   | 50   | 29   | 21     | +21  | ▼5%              |
| 立陶宛   | 62   | 22   | 16     | +40  | ▲5%              |
| 芬兰     | 53   | 21   | 25     | +32  | ▲8%              |
| 瑞典     | 48   | 27   | 25     | +21  | ▲9%              |
| 丹麦     | 41   | 39   | 20     | +2   | ▲5%              |
| 西班牙   | 64   | 21   | 15     | +43  | ▲7%              |
| 希腊     | 55   | 27   | 17     | +28  | ▼8%              |
| 義大利   | 50   | 30   | 20     | +20  | 0%               |
| 荷蘭     | 61   | 23   | 17     | +38  | ▲9%              |
| 德国     | 58   | 27   | 15     | +31  | ▲4%              |
| 法國     | 55   | 24   | 21     | +31  | ▲3%              |
| 英国     | 34   | 35   | 30     | –1   | ▲10%             |
|          | 49   | 23   | 28     | +26  | 不適用           |
| 斯洛伐克 | 44   | 37   | 19     | +7   | 不適用           |
| 保加利亚 | 39   | 33   | 28     | +6   | 不適用           |